# Mateusz Szuszkiewicz
Mateusz Szuszkiewicz (ur. 19 stycznia 1897, zm. 18 lipca 1920 w Pełczy) – porucznik kawalerii Wojska Polskiego, kawaler Orderu Virtuti Militari.

## Życiorys
Urodził się 19 stycznia 1897 w rodzinie Ferdynanda, właściciela majątku Ulinowo, i Marii z Czudowskich. Był młodszym bratem Antoniego (1886–1979), pułkownika kawalerii Wojska Polskiego, kawalera Orderu Virtuti Militari. W 1917 razem z bratem służył w pułku kirasjerów Lejbgwardii jako chorąży.
9 grudnia 1917, po rewolucji październikowej, znalazł się w grupie Polaków – 5 oficerów, 1 podchorążego i 35 żołnierzy pułku kirasjerów Lejbgwardii, którzy 13 grudnia 1917 przybyli ze Światoszyna pod Kijowem do Pietniczan i tam utworzyli 1 Chorągiew Kirasjerów Polskich.
Od grudnia 1918 służył w 1 szwadronie jazdy wojewódzkiej warszawskiej odsieczy Lwowa, którym dowodził jego brat Antoni. W szeregach tego szwadronu wziął udział odsieczy Lwowa. 3 kwietnia 1919 został formalnie przyjęty do Wojska Polskiego z byłych Korpusów Wschodnich i byłej armii rosyjskiej, z zatwierdzeniem posiadanego stopnia podporucznika, zaliczony do I Rezerwy armii z równoczesnym powołaniem do służby czynnej na czas wojny aż do demobilizacji. 19 grudnia 1919 został mianowany z dniem 1 grudnia 1919 porucznikiem w kawalerii. Pełnił wówczas służbę w Dowództwie 5 Brygady Jazdy. W styczniu 1920 wziął udział w obejmowaniu Pomorza, a 10 lutego 1920 w Pucku był świadkiem zaślubin Polski z morzem. Od wiosny tego roku walczył na wojnie z bolszewikami w szeregach 1 szwadronu 12 pułku ułanów. Wyróżnił się 18 lipca 1920 jako dowódca podjazdu. 19 marca 1921 generał podporucznik Jan Sawicki sporządził „wniosek na odznaczenie orderem «Virtuti militar»”, w którym napisał:

18 lipca, wysłany z podjazdem z Beresteczka do Pełczy, porucznik Szuszkiewicz został odcięty przez Dywizję Kozaków Budionnego. Zdołał przesłać ważny meldunek o dyslokacji i akcji nieprzyjaciela na Radziwiłłów. Będąc otoczony rozdzielił ułanów na grupy, w ten sposób ratując większą część swego podjazdu, sam zostając w pozycji bez wyjścia zastrzelił się nie chcąc dostać się do niewoli.

## Ordery i odznaczenia
- Krzyż Srebrny Orderu Wojskowego Virtuti Militari nr 4026 – pośmiertnie 26 stycznia 1922[17][18]

7 października 1935 Komitet Krzyża i Medalu Niepodległości odrzucił wniosek o nadanie mu tego odznaczenia „z powodu braku pracy niepodległościowej”.